# Cupressenus Gallus
Cupressenus Gallus (sein Praenomen ist nicht bekannt) war ein im 2. Jahrhundert n. Chr. lebender römischer Politiker.
Durch die Fasti Ostienses, auf denen sein Name partiell erhalten ist, ist belegt, dass Gallus 147 zusammen mit Quintus Cornelius Quadratus Suffektkonsul war; die beiden traten ihr Amt am 1. Juli des Jahres an.